# Voivodia de Brześć Kujawski
Voivodia de Brześć Kujawski (polonês: województwo brzesko-kujawskie) foi uma unidade da divisão administrativa e governo local da Polônia desde o século XIV até as partições da Polônia em 1772-1795. Parte da região da Cujávia e da província da Grande Polônia com uma área de 3 000 km².
Sede de governo:
- Brześć Kujawski

Voivodas:
- Jakub Szczawiński (1622-1637)
- Andrzej Kretkowski (1637-1643)
- Jan Szymon Szczawiński (1643-1652)

Sede do Conselho Regional (sejmik):
- Radziejów

Condados:
- Condado de Brześć Kujawski (powiat brzeski) -  Brześć Kujawski
- Condado de Radziejów (powiat radziejowski) -  Radziejów
- Condado de Przedecz (powiat przedecki) -  Przedecz
- Condado de Kruszwica (powiat kruszwicki) -  Kruszwica
- Condado de Kowal (powiat kowalski) -  Kowal

Voivodias vizinhas:
- Voivodia de Inowrocław (Województwo inowrocławskie)
- Voivodia de Rawa (Województwo rawskie)
- Voivodia de Łęczyca (Województwo łęczyckie)
- Voivodia de Kalisz (Województwo kaliskie)
- Voivodia de Gniezno (Województwo gnieźnieńskie) desde 1768